# Carlos Escaleras
Carlos Escaleras Mejía (10 de agosto de 1958 - 17 de octubre de 1997). Fue un político hondureño y activista del medio ambiente.

## Biografía
Escaleras fue hijo de José Andrés Escaleras y Ofelia Mejía, a mediados de la década de 1990 comenzó a coordinar acciones contra el famoso empresario Miguel Facussé Barjum que pretendía instalar una planta de extracción de aceite de palma cerca del río Guapinol, lo que sería una enorme carga para por lo menos cinco comunidades más algunos vecindarios de Tocoa.
En 1997 lideró protestas contra el coronel Aldana, comandante del Batallón de Infantería XV, que, por intereses personales, impidió el acceso al agua a los habitantes de Chapagua, Agua Amarilla, Aguán y otras poblaciones.
En agosto de 1997 fue amenazado por el coronel Aldana. En 1997 momento Escaleras fue nominado para ser candidato a Alcalde de Tocoa en representación del Partido Unificación Democrática para las elecciones de ese año.

## Asesinato
Carlos Escaleras falleció el 18 de octubre de 1997, en horas de la tarde, cuando fue alcanzado por disparos con arma de fuego, mientras asistía a su empresa de lavado de autos, ubicado en el centro de la ciudad de Tocoa.

## Hechos posteriores
Entre los principales sospechosos del asesinato de Carlos Escaleras, estaban Orlando Martínez, Lucas García Alfaro y Óscar Sosa. De ellos, solo Lucas García Alfaro fue condenado a 17 años de prisión, en sentencia de fecha 16 de octubre de 2002. Posteriormente, el entonces ente investigador Departamento General de Investigación Criminal (DGIC) consiguió una declaración jurada del notario público de García Alfaro, en la que señalaba como autores intelectuales del asesinato, a Salomón Martínez, Juan Ramón Salgado, Aldo Augusto Aldana y Miguel Facussé. El juez Rogelio Clara que conocía de la causa, no admitió esa declaración, como prueba. Miguel Facussé y un ejecutivo de negocios, Irene Castro, fueron acusados y testificaron su participación en los hechos.